# Jaromír Zmrhal
Jaromír Zmrhal (Žatec, 2 de agosto de 1993) es un futbolista checo que juega en la demarcación de centrocampista para el Apollon Limassol de la Primera División de Chipre.

## Selección nacional
Tras jugar con la selección de fútbol sub-20 de República Checa y con la sub-21, finalmente hizo su debut con la selección absoluta el 11 de octubre de 2016 en un encuentro amistoso contra Azerbaiyán que finalizó con un resultado de empate a cero.

### Goles internacionales
| # | Fecha                   | Estadio                            | Oponente | Gol | Resultado | Competición                                          |
| - | ----------------------- | ---------------------------------- | -------- | --- | --------- | ---------------------------------------------------- |
| 1 | 11 de noviembre de 2016 | Eden Arena, Praga, República Checa | Noruega  | 2–0 | 2-1       | Clasificación para la Copa Mundial de Fútbol de 2018 |

## Clubes
| Club                          | País            | Año       | Partidos | Goles |
| ----------------------------- | --------------- | --------- | -------- | ----- |
| Slavia de Praga               | República Checa | 2012-2019 | 233      | 30    |
| Brescia Calcio                | Italia          | 2019-2021 | 29       | 2     |
| F. K. Mladá Boleslav (cedido) | República Checa | 2021      | 20       | 5     |
| Š. K. Slovan Bratislava       | Eslovaquia      | 2021-2024 | 133      | 18    |
| Apollon Limassol              | Chipre          | 2024-     | 35       | 1     |

## Palmarés

### Campeonatos nacionales
| Título                               | Club                    | País            | Año  |
| ------------------------------------ | ----------------------- | --------------- | ---- |
| Liga de Fútbol de la República Checa | Slavia de Praga         | República Checa | 2017 |
| Copa de la República Checa           | Slavia de Praga         | República Checa | 2018 |
| Liga de Fútbol de la República Checa | Slavia de Praga         | República Checa | 2019 |
| Copa de la República Checa           | Slavia de Praga         | República Checa | 2019 |
| Superliga de Eslovaquia              | Š. K. Slovan Bratislava | Eslovaquia      | 2022 |
| Superliga de Eslovaquia              | Š. K. Slovan Bratislava | Eslovaquia      | 2023 |
| Superliga de Eslovaquia              | Š. K. Slovan Bratislava | Eslovaquia      | 2024 |